# مردان بدون زن (مجموعه داستان کوتاه)
مردان بدون زنان (انگلیسی: Men Without Women) مجموعه داستان‌های کوتاه ۲۰۱۴ نویسنده ژاپنی هاروکی موراکامی است که در سال ۲۰۱۷ به انگلیسی ترجمه و منتشر شده‌است.